# 禹步
禹步，中國巫術和道教所用的一種步法，摹倣傳說中夏禹的步姿，步伐拖行，一腿在後，有如跛足。巫師施法唸呪前會先踏行禹步，據云可控制鬼神；道士施行各種法術、有所祈願或做法事時，亦會運用禹步，腳踏北斗七星的圖形。

## 步法
禹步摹倣大禹走路的姿勢:231。傳說夏禹由於工作過勞，患上「偏枯病」，身體局部枯瘦不遂，步伐拖行。禹步特徵是一腿在後拖著，「步不相過」:95，後足所邁不能超過前足，近似跛足:234，像瘸子走路。葛蘭言認為禹步是巫師附身狀態時跳神的步法:95。

## 效用

### 巫術
自戰國時代，大禹神話就廣為流傳:231。禹步是巫術儀式:247，運用禹步據云有助控制山水之神、雨旱之神和魑魅鬼怪:95。巫師為人治病會踏行禹步，與詛呪結合:226。禹步也是古人出行時運用的禁呪儀式，祈求一路平安。在先秦，人們出行前可施行禹步，每進一步，都喊叫及祈求：啊！斗膽請求旅途無災無難，出行前為禹王把路打掃乾淨:246-247。或者走踏禹步三次，面向北斗再作祈求:252。

### 道教
道教借用了巫俗中的禹步，是道士在唸呪、施呪、出神施法時所踏的舞步:96、94。古代道士施行各種法術（如隱身術、登山闢蛇等）都應用禹步:225-225，晉代《洞神八帝元變經》說禹步是「招役神靈之行步，此為萬術之根源」:233。道教中，禹步配合對北斗的信仰:253，教人按北斗七星的圖形，兩腳用丁字步，邁出禹步而踏北斗之形，之後唸呪「行者有喜，留者有福，萬神護我，永無盜賊，急急如行令！」:252遠行之人可先一邊唸北斗七星之名，一邊用木杖在地上畫「四縱五橫」的圖形，然後踏禹步:254。現代道士在為人做法事時，也要行禹步:223。